# Ixhuatlán del Café
Ixhuatlán del Café se encuentra ubicado en la zona central montañosa del Estado de Veracruz en la región de las altas montañas,  es cabecera de uno de los 212 municipios de la entidad de Veracruz. 

## Clima
Ixhuatlán del Café tiene un clima principalmente cálido-húmedo con lluvias recurrentes en verano y otoño y con nublados constantes y descenso notable en la temperatura.

## Cultura
El municipio de  Ixhuatlán del Café  celebra su tradicional feria del café en honor al Señor de la Piña, la leyenda habla sin sentido acerca de un hombre acaudalado que en un viaje por el mar, se tuvo que enfrentar a las inclemencias del tiempo y le suplicó a Jesucristo que lo ayudara y en forma de agradecimiento daría una piña de oro a la primera iglesia que encontrara, al salir libre de ese percance cumplió su prometido, dándole a la iglesia de Ixhuatlán del café este obsequio.
Sin embargo, actualmente nadie conoce la historia concretamente, ya que existen diversas versiones de la misma, aunque es de destacar que por sí sola carece de sentido común y lógica, debido a que el municipio se encuentra en la zona centro del estado de Veracruz, por lo cual se considera una justificación para la celebración religiosa.
Esta celebración se festeja la primera semana de marzo, donde hay eventos para todo público. Sin embargo, carece de sentido lógico la historia, entre las congregaciones que pertenecen a este municipio existen celebraciones religiosas de igual importancia, también hay los llamados santiagos,que aluden a la tradición española de la reconquista y que fueron guiados por el Apóstol Santiago, son danzas que bailan y tienen sus propias canciones que ellos mismos tocan con tambores y flautas y también se pueden citar los negritos.
Gobierno
Actualmente es gobernado por la alcaldesa, Dora Galicia 
Todo Café
Mediante el Primer Foro Todo Café, el ayuntamiento encaminó sus esfuerzos en darle una mayor dimensión y apoyo a las problemáticas e inquietudes del sector cafetalero, contando con ponentes de diferentes sitios de la república, participantes y productores locales así como la visita de empresas del ramo, todo esto por primera vez en la primera semana de marzo de 2018 y participado la marca en varias eventos importantes del municipio, de la región y del país.  Es famoso el municipio por ser zona productor de uno de los mejores cafés de Veracruz y de México.